# 烏魯瓦站
烏魯瓦站（英語：Woolooware Station）是一個城市鐵路東郊及伊拉瓦拉線的沿線車站，它位於悉尼的烏魯瓦，是一個住宅區。現時只設有一個月台，服務來往兩邊的列車。

## 月台服務
該站只有一個月台，而該月台會服務兩個方向來的列車。每小時在每個方向各有2班列車，繁忙時間會有每小時4班列車（每個方向）。
在城市鐵路路線清理計畫中，烏魯瓦站將會變成一個島式月台，使能服務更多班次。現時工程正進行中，預計於2008年完成。
1號月台
- 東郊及伊拉瓦拉線 — 往邦迪聯運
- 郊及伊拉瓦拉線 — 往克羅努拉

### 傷殘人士設施
該站不設有傷殘人士設施。